# En acústico
En acústico – pierwszy album koncertowy hiszpańskiego piosenkarza Pabla Alborána, wydany 15 listopada 2011 przez wytwórnię EMI Music.
Album składa się z jednej płyty CD oraz jednej płyty DVD. Singlami promującymi wydawnictwo byli: „Perdóname” oraz „Te he echado de menos”.
Wydawnictwo dotarło do 1. miejsca na hiszpańskiej liście sprzedaży i uzyskało certyfikat ośmiokrotnej platynowej płyty za przekroczenie progu 320 tysięcy sprzedanych egzemplarzy w Hiszpanii. Album był również notowany na szczycie najlepiej sprzedających się albumów w Portugalii, gdzie otrzymał ponadto status sześciokrotnej platynowej płyty. En acústico zdobył nominację do międzynarodowych nagród Latin Grammy Awards 2012.

## Lista utworów
Opracowano na podstawie materiału źródłowego.
CD
1. „Desencuentro” – 4:57
2. „Solamente tú” – 4:05
3. „Miedo” – 4:24
4. „Caramelo” – 4:28
5. „Vuelve conmigo” – 3:57
6. „Me colé por la puerta de atrás” – 3:41
7. „Volver a empezar” – 4:00
8. „Loco de atar” – 3:53
9. „Ladrona de mi piel” – 3:04
10. „No te olvidaré” – 3:50
11. „Perdóname” – 4:59
12. „Te he echado de menos” – 4:26
13. „Cuando te alejas” – 4:41
14. „Solamente tú” (oraz Diana Navarro) – 5:58
15. „Perdóname” [En Portugués] (oraz Carminho) – 5:58
16. „Perdóname” (oraz Carminho) – 4:18
17. „No te olvidaré” – 3:47

DVD
1. „Desencuentro”
2. „Solamente tú”
3. „Miedo”
4. „Caramelo”
5. „Vuelve conmigo”
6. „Me colé por la puerta de atrás”
7. „Volver a empezar”
8. „Loco de atar”
9. „Ladrona de mi piel”
10. „No te olvidaré”
11. „Perdóname”
12. „Te he echado de menos”
13. „Cuando te alejas”
14. „Solamente tú” (oraz Diana Navarro)
15. „Perdóname” [En Portugués] (oraz Carminho)
16. „Perdóname” (oraz Carminho)
17. „Entrevista”

## Pozycje na listach sprzedaży
| Kraj       | Lista sprzedaży (2011/2012/2013/2014) | Najwyższa pozycja | Certyfikat         | Sprzedaż |
| ---------- | ------------------------------------- | ----------------- | ------------------ | -------- |
| Hiszpania  | PROMUSICAE                            | 1                 | 8× platynowa płyta | 320 000+ |
| Portugalia | AFP                                   | 1                 | 6× platynowa płyta | 90 000+  |

## Nominacja
| Rok  | Nagroda             | Kategoria                          | Rezultat  |
| ---- | ------------------- | ---------------------------------- | --------- |
| 2012 | Latin Grammy Awards | Najlepszy współczesny popowy album | Nominacja |